# Ulstercyclus

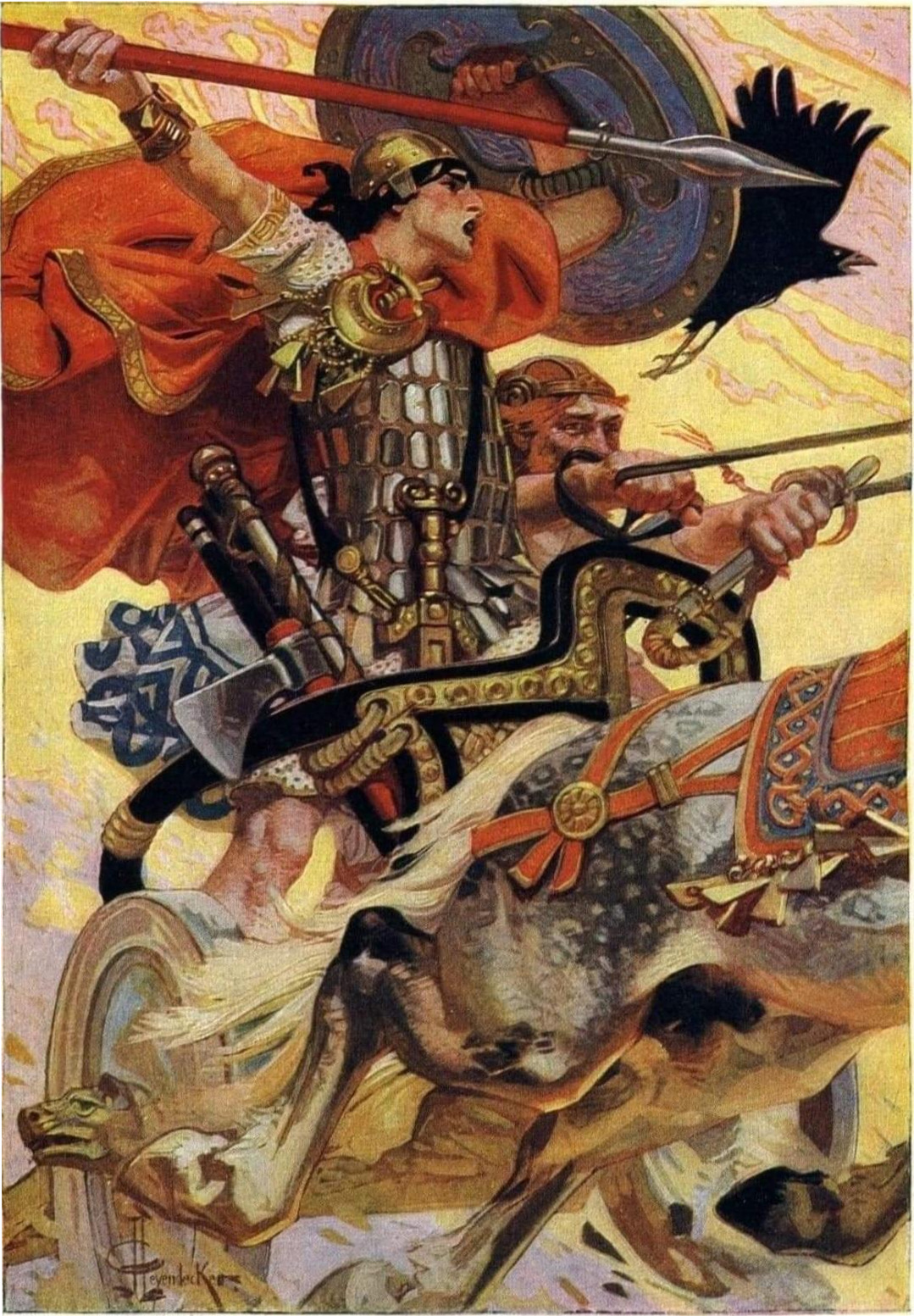
Cú Chulainn in zijn strijdwagen

De Ulstercyclus is een verzameling Oudierse verhalen rondom de regering van Conchobar mac Nessa, de daden van Cú Chulainn en de voortdurende conflicten tussen de Ulaid en de Connachta. Het is een van de vier bekende cycli uit de Ierse mythologie. De andere zijn de Mythologische cyclus, de Finn Cyclus en de Historische Cyclus.
Het bekendste verhaal is dat van de Táin Bó Cúailnge (Runderroof van Cooley).
De teksten zijn voor het grootste deel proza en zijn geschreven in het Oud- en Middel-Iers. Ze zijn overgeleverd in diverse manuscripten uit de 12e t/m de 15e eeuw, maar de verhalen zelf zijn ouder. De taal van sommige passages komt meer overeen met het Iers van de 8e eeuw.
De verhalen spelen in de 1e eeuw in een heidens Ierland waarin verschillende túatha (met name de Ulaid en de Connachta) met elkaar strijden.

## Teksten
- Compert Con Culainn
- Compert Conchobuir
- Aided Conrói maic Dáiri
- Aithed Emere
- Aislinge Óenguso
- Longes mac n-Uislenn
- Oided mac n-Uisneg
- Tochmarc Emire
- Tochmarc Étaíne
- Tochmarc Ferbe
- Tochmarc Luaine 7 aided Arthirne
- Tochmarc Treblainne
- Da Gábail int sída
- Echtra Neraí
- Scéla mucce maic Dathó
- Mesca Ulad
- Fled Bricrenn
- Fled Bricrenn 7 Longes mac n-Duil Dermait
- Bruiden da Chocae
- Togal Bruidne Da Derga
- De Shíl Chonairi Móir
- De Maccaib Conaire
- Cath Airtig
- Cath Aenaig Macha
- Cath Cumair
- Cath Findchorad
- Cath Leitrich Ruide
- Cath Ruis na Ríg
- Cogadh Fheargusa agus Chonchobhair
- Forfess fer Falchae
- Comracc Con Chulainn re Senbecc
- Cathcharpat Serda
- Táin Bó Cúailnge
- De Faillsigud Tána Bó Cuailnge
- Táin Bó Dartada
- Tain Bó Flidais
- Táin Bó Fraích
- Tain Bó Regamain
- Ces Noínden, In Ceas Naigen
- De Chophur in Dá Mucado
- Echtra Nerai
- Aided Chonchobuir
- Aided Áenfir Aífe
- Cuchulinn 7 Conlaech
- Aided Con Culainn
- Aided Ceit maic Mágach
- Aided Cheltchair mac Uthechair
- Aided Derbforgaill
- Aided Fergusa maic Roig
- Imthechta Tuaithe Luachra 7 Aided Fergusa
- Aided Guill meic Garbada ocus Aided Gairb Glinne Ríge
- Aided Laegairi Buadaig
- Goire Conaill Chernaig 7 Aided Aillela 7 Conall Chernaig
- Aided Meidbe
- Ferchuitred Medba, Cath Boinne
- Verba Scathaige
- Scéla Conchobair maic Nessa
- Siaburcharpat Con Culaind
- Foglaim Con Culainn
- Serglige Con Culainn
- Immacaldam in dá thuarad
- Talland Étair
- Cath Étair
- Tromdámh Guaire
- Lánellach Tigi Rích 7 Ruirech
- Fochonn Loingse Fergusa meic Róig
- Nede 7 Caier
- Echtra Fergusa maic Léti